# Louise Korthals
Louise Korthals (Deventer, 9 juli 1984) is een Nederlands cabaretière en zangeres.
Na haar opleiding aan het Christelijk Gymnasium Utrecht studeerde Korthals sociologie aan de Universiteit van Exeter en aan de Universiteit van Amsterdam, waar ze in 2007 de graad van bachelor behaalde. Vervolgens begon ze in dat jaar een opleiding aan de Koningstheateracademie in 's-Hertogenbosch, waar ze in 2010 afstudeerde. In 2011 won ze de Wim Sonneveldprijs met haar kleinkunstprogramma Het Absolute Einde. Ze werd in dat programma begeleid door pianist Floris Verbeij. In 2012 toerde ze met haar eerste avondvullende programma, getiteld Vlieguur, met jazzmusicus Erik Verwey als pianist. In 2017 verzorgde ze samen met Dolf Jansen de oudejaarsvoorstelling Omdat we het waard zijn.
In 2011 won Korthals het Amsterdams Kleinkunst Festival.

## Cabaretprogramma's
- 2011: Het Absolute Einde
- 2012-2014: Vlieguur
- 2014-2016: Zonder Voorbehoud
- 2017: Omdat we het waard zijn - Oudejaars 2017
- 2019: Alles is er![2]

## Prijzen
- 2011 - Wim Sonneveldprijs voor haar kleinkunstprogramma Het Absolute Einde
- 2013 - Neerlands Hoop voor haar programma Vlieguur
- 2019 - Poelifinario in de categorie Engagement voor haar programma Alles is er!